# Vladimir Pozner
Vladimir Salomonovitch Pozner (ros. Влади́мир Соломо́нович По́знер) (ur. 5 stycznia 1905 w Paryżu, zm. 19 lutego 1992 tamże) – francuski pisarz, dziennikarz, scenarzysta i tłumacz rosyjskiego pochodzenia.
W swoich utworach sprzeciwiał się faszyzmowi i zbrojeniom atomowym. Pisał o II wojnie światowej (Deuil en 24 heures, Les Gens du pays, Le Temps est hors des gonds), o hiszpańskiej wojnie domowej (Espagne premier amour) i o wojnie algierskiej (Le Lieu du supplice). Miał bardzo wielu przyjaciół wśród literatów, malarzy i filmowców.
Vladimir Pozner urodził się w Paryżu, w rodzinie żydowskich emigrantów z carskiej Rosji. Jego rodzice to: Salomon Posener, historyk, działacz żydowskich organizacji humanitarnych i Esther Siderski (ich drugi syn, ur. w 1906 Georges, został egiptologiem, profesorem Collège de France). Po amnestii z 1908 Poznerowie mogli wrócić do Petersburga, gdzie mieszkali w czasie I wojny i rewolucji październikowej z 1917.
Vladimir Pozner miał kilkanaście lat, gdy poznał Maksyma Gorkiego, przyjaciela swych rodziców. To właśnie on zachęcił go do zajęcia się literaturą (potem również do wstąpienia, w 1932, w szeregi Francuskiej Partii Komunistycznej). W tym czasie poznał też takich pisarzy i poetów jak Aleksander Błok, Władimir Majakowski, Anna Achmatowa czy też Wiktor Szkłowski. Wkrótce Pozner został najmłodszym członkiem grupy literackiej znanej pod nazwą Braci Serafiońskich.
W 1921 wrócił do Francji. Studiował literaturę na Sorbonie i popularyzował nową literaturę sowiecką tłumacząc na francuski utwory Izaaka Babla, Aleksieja Tołstoja i in.
W 1925 wziął ślub. Jego żona, Elizabeth Makovska, była malarką i fotografem. W 1927 urodziła się ich córka, Anna-Maria.
W tym okresie Pozner dużo publikował we francuskiej prasie. Zamieszczał także swoje pierwsze utwory w periodykach literackich, podjął też pracę we francuskich wydawnictwach.
W 1928 w Paryżu ukazał się (po rosyjsku) zbiór poezji Стихи на случай, w 1929 antologia Panorama de la littérature russe.
W 1931 opublikował kolejną książkę: Dostoïevski et le roman d’aventures.
Pracował jako sekretarz redakcji pisma „Commune”, organu Association des Ecrivains et Artistes Révolutionnaires (Związku Pisarzy i Artystów Rewolucyjnych). Poznał wtedy wielu znanych pisarzy: Louisa Aragona, Andre Malraux, André Gide’a, Annę Seghers. Działał na rzecz uchodźców z faszystowskich Niemiec. Jedną z takich osób była Ida Liebmann, która została jego drugą żoną. Mieli dwoje dzieci: Catherine (ur. 1938) i André (ur. 1943).
W 1934 Pozner (obok André Malraux, Louisa Aragona) był francuskim delegatem na pierwszym Zjeździe Pisarzy Radzieckich w Moskwie.
W 1935 wydał książkę Tolstoï est mort, a w 1937 Le Mors aux dents. Ta druga napisana była w niespotykanej dotychczas formie. Pozner umieścił w tekście fragmenty wypowiedzi, wycinków z gazet, dokumenty, raporty itp. elementy tworząc w ten sposób powieść, wykraczającą poza ramy swojego gatunku.
W 1938 ukazała się książka États-Désunis (będąca połączeniem powieści i reportażu), rezultat długiej podróży Poznera po Stanach Zjednoczonych w 1936. W 1939 działał na rzecz uwolnienia intelektualistów, uwięzionych w obozach w wyniku hiszpańskiej wojny domowej. Podczas wojny we Francji w 1940 Pozner był kierowcą wojskowym. Po ogłoszeniu demobilizacji przebywał z rodziną w Corrèze. Wkrótce potem, w obawie przed aresztowaniem przez Gestapo, wyjechał z bliskimi do Nowego Jorku, a potem Kalifornii.
W Hollywood został scenarzystą filmowym. Współpracował tam m.in. z Bertoldem Brechtem.
W 1947 nominowany do Oscara w kategorii: Najlepsze materiały do scenariusza, według których powstał film The Dark Mirror (fr. La Double Énigme) z 1946, w reżyserii Roberta Siodmaka.
Jeszcze przed zakończeniem II wojny, w Stanach Zjednoczonych ukazała się jego książka Deuil en 24 heures (wydanie polskie: Szlakiem klęski, PIW 1950), w której opisał francuską klęskę wojenną. W 1945 wrócił do Paryża. Związany ze środowiskiem filmowym, występował w obronie prześladowanych w ramach maccartyzmu aktorów i reżyserów amerykańskich. Sam kontynuował współpracę z Brechtem, Claude’em Royem i in., pisząc scenariusze i dialogi do filmów francuskich (Le Point du jour w reżyserii Louisa Daquin, Bel-Ami według Maupassanta, Maître Puntila et son valet Matti według sztuki Brechta) oraz amerykańskich (ale pod pseudonimem). Dużo podróżował po Europie (robił to niemal do końca życia odwiedzając później USA, Niemcy, Hiszpanię, Peru czy Rosję).
W 1952 opublikował Qui a tué H.O. Burrell? na temat zimnej wojny, a w 1957 Souvenirs sur Gorki. Napisana w 1959 książka Le Lieu du supplice (wydanie polskie: Miejsce kaźni, KiW 1962), będąca opisem wojny w Algierii, została zakazana przez władze francuskie. W 1961 opublikował bardzo osobiste, cenione przez Pabla Picassa, dzieło Lever du rideau (Podnieść kurtynę).
7 lutego 1962 w jego domu eksplodowała bomba podłożona przez OAS. Pozner doznał ciężkich obrażeń.
W 1965 ukazała się wspomnieniowa książka o działalności w Hiszpanii: Espagne – premier amour (Hiszpania – pierwsza miłość); w 1967 Mille et Un Jours (Tysiąc dni), książka będąca odbiciem długiej podróży po ZSRR. W 1972 ponownie książka wspomnieniowa – Vladimir Pozner se souvient (Vladimir Pozner pamięta), w której opowiada o swoich przyjaciołach (opisany jest Izaak Babel, Bertold Brecht, Boris Pasternak, Marc Chagall, Fernand Léger, J. Robert Oppenheimer, Luis Buñuel, Charlie Chaplin, Pablo Picasso, Dashiell Hammett i in.).
W 1974 ukazała się jego powieść zaliczana do science fiction: Mal de lune (wydanie polskie: Księżycowa nostalgia, KiW 1977). W 1980 współpracował z Jeanem Aurenche przy scenariuszu filmu z Isabelle Huppert La Dame aux camélias. W latach 80. XX wieku, mając ponad 80 lat, wydał: Les Brumes de San Francisco, Le Fond des ormes i Cuisine bourgeoise. Ostatnia jego książka, wydana już pośmiertnie – w 2001, nosiła tytuł Souvenirs sur Aragon et Elsa.
Zmarł 19 lutego 1992 w Paryżu.

## Twórczość
- 1928 Стихи на случай
- 1929 Panorama de la littérature russe
- 1929 Anthologie de la prose russe contemporaine
- 1931 Dostoïevski et le roman d’aventures
- 1935 Tolstoï est mort
- 1937 Le Mors aux dents (Ostrze włóczni, PIW 1950)
- 1938 Les États-Désunis
- 1942 Deuil en 24 heures (Szlakiem klęski, PIW 1950)
- 1943 Les Gens du pays (Ludzie z jednej wsi, PIW 1950)
- 1952 Qui a tué H. O. Burrell?
- 1957 Souvenirs sur Gorki
- 1959 Le Lieu du supplice (Miejsce kaźni, KiW 1962)
- 1961 Le Lever du rideau
- 1965 Espagne premier amour
- 1967 Mille et un jours
- 1969 Le temps est hors des gonds
- 1972 Vladimir Pozner se souvient (Wspomnienia, KiW 1974)
- 1974 Mal de lune (Księżycowa nostalgia, KiW 1977)
- 1980 Descente aux enfers
- 1985 Les Brumes de San Francisco
- 1986 Le Fond des ormes
- 1988 Cuisine bourgeoise
- 2001 Souvenirs sur Aragon et Elsa: le Temps des cerises (wyd. pośmiertne)

## Przekłady
- Wiktor Szkłowski Victor Chklovski – „Voyage sentimental” (Kra 1925; Gallimard 1963)
- Wiktor Szkłowski Victor Chklovski – „Zoo” (Gallimard 1963, 1999)
- Wasilij Rozanow Vassili Rozanov – „L’Apocalypse de notre temps” (Apokalipsa naszych czasów); współpraca: Boris de Schlœzer (Ivrea 1997)
- Lew Tołstoj Léon Tolstoï – „Journal intime”; współpraca: Jean Chuzeville (Trianon 1926)